# 4.º Parlamento de Malasia
La cuarta legislatura del Parlamento de Malasia comenzó el 4 de noviembre de 1974 cuando, después de realizarse elecciones federales, se constituyó el Dewan Rakyat (Cámara de Representantes). Fue la primera legislatura malasia desde la fundación del Barisan Nasional (Frente Nacional), que dominaría la vida política del país hasta 2018 y tendría mayoría de dos tercios del legislativo hasta 2008. Las elecciones de 1974 se caracterizaron por el hecho de que un cuarto del electorado no pudo votar debido a las victorias que el oficialismo logró sin oposición. Durante la legislatura, se produjo la muerte del primer ministro Abdul Razak Hussein el 14 de enero de 1976, siendo sucedido en el cargo por Hussein Onn, y en su escaño de Pekan por su hijo, Najib Razak.
En noviembre de 1977, en la última etapa de la legislatura, se produjo la salida del Partido Islámico Panmalayo del Barisan Nasional, retornando a la oposición después de tan solo cuatro años. Esto desató una crisis de liderazgo en el estado de Kelantan, que fue intervenido por el Gobierno Federal, el cual controlaría el gobierno estatal hasta 1990. Sin embargo, la salida del PAS no afectó la mayoría de dos tercios del oficialismo.
Fue la legislatura de más corta duración desde la fundación de Malasia al disolverse el 12 de junio de 1978 al convocarse las siguientes elecciones federales.

## Composición
| Estado          | Total | BN      | DAP   | SNAP  | PEKEMAS |
| --------------- | ----- | ------- | ----- | ----- | ------- |
| Perlis          | 2     | 2/2     |       |       |         |
| Kedah           | 13    | 13/13   |       |       |         |
| Kelantan        | 12    | 12/12   |       |       |         |
| Terengganu      | 7     | 7/7     |       |       |         |
| Penang          | 9     | 9/9     |       |       |         |
| Perak           | 21    | 17/21   | 4/21  |       |         |
| Pahang          | 8     | 8/8     |       |       |         |
| Selangor        | 11    | 10/11   | 1/11  |       |         |
| Kuala Lumpur    | 5     | 2/5     | 2/5   |       | 1/5     |
| Negeri Sembilan | 6     | 5/6     | 1/6   |       |         |
| Malacca         | 4     | 3/4     | 1/4   |       |         |
| Johor           | 16    | 16/16   |       |       |         |
| Sabah           | 16    | 16/16   |       |       |         |
| Sarawak         | 24    | 15/24   |       | 9/24  |         |
| Total           | 104   | 135/154 | 9/154 | 9/154 | 1/154   |

## Período de sesiones
| Sesión          | Inicio                 | Final                   |
| --------------- | ---------------------- | ----------------------- |
| Primer período  | 4 de noviembre de 1974 | 19 de diciembre de 1975 |
| Segundo período | 30 de marzo de 1976    | 27 de enero de 1977     |
| Tercer período  | 21 de marzo de 1977    | 12 de enero de 1978     |
| Cuarto período  | 20 de marzo de 1978    | 7 de abril de 1978      |

## Dewan Rakyat
| Estado          | Circunscripción | Circunscripción     | Partido                                                | Partido                    | Diputado                                                             |
| --------------- | --------------- | ------------------- | ------------------------------------------------------ | -------------------------- | -------------------------------------------------------------------- |
| Perlis          | P001            | Kangar              |                                                        | Barisan Nasional (UMNO)    | Shaari Jusoh                                                         |
| Perlis          | P002            | Arau                |                                                        | Barisan Nasional (UMNO)    | Syed Hassan Syed Mohamed                                             |
| Kedah           | P003            | Jerlun-Langkawi     |                                                        | Barisan Nasional (UMNO)    | Syed Nahar Syed Sheh Shahabuddin                                     |
| Kedah           | P004            | Kubang Pasu         |                                                        | Barisan Nasional (UMNO)    | Mahathir Mohamad                                                     |
| Kedah           | P005            | Padang Terap        |                                                        | Barisan Nasional (PAS)     | Ahmad Shukri Abd. Shukor                                             |
| Kedah           | P006            | Kuala Kedah         |                                                        | Barisan Nasional (UMNO)    | Senu Abdul Rahman                                                    |
| Kedah           | P007            | Alor Setar          |                                                        | Barisan Nasional (MCA)     | Oo Gin Sun                                                           |
| Kedah           | P008            | Kota Setar          |                                                        | Barisan Nasional (PAS)     | Abu Bakar Umar                                                       |
| Kedah           | P009            | Ulu Muda            |                                                        | Barisan Nasional (PAS)     | Yusof Rawa                                                           |
| Kedah           | P010            | Baling              |                                                        | Barisan Nasional (UMNO)    | Shafie Abdullah                                                      |
| Kedah           | P011            | Jerai               |                                                        | Barisan Nasional (UMNO)    | Sanusi Junid                                                         |
| Kedah           | P012            | Kuala Muda          |                                                        | Barisan Nasional (UMNO)    | Khir Johari                                                          |
| Kedah           | P013            | Sungei Patani       |                                                        | Barisan Nasional (UMNO)    | Wan Zainab M. A. Bakar                                               |
| Kedah           | P014            | Padang Serai        |                                                        | Barisan Nasional (MCA)     | Lim Kiam Hoon                                                        |
| Kedah           | P015            | Kulim-Bandar Bahru  |                                                        | Barisan Nasional (UMNO)    | Azahari Md. Taib                                                     |
| Kelantan        | P016            | Tumpat              |                                                        | Barisan Nasional (UMNO)    | Tengku Noor Asiah Tengku Ahmad                                       |
| Kelantan        | P017            | Pengkalan Chepa     |                                                        | Barisan Nasional (PAS)     | Nik Abdul Aziz Nik Mat                                               |
| Kelantan        | P018            | Pasir Mas           |                                                        | Barisan Nasional (PAS)     | Tengku Zaid Tengku Ahmad                                             |
| Kelantan        | P019            | Kota Bharu          |                                                        | Barisan Nasional (UMNO)    | Tengku Ahmad Rithauddeen Tengku Ismail                               |
| Kelantan        | P020            | Bachok              |                                                        | Barisan Nasional (PAS)     | Mohd. Zain Abdullah                                                  |
| Kelantan        | P021            | Rantau Panjang      |                                                        | Barisan Nasional (PAS)     | Zakaria Ismail                                                       |
| Kelantan        | P022            | Nilam Puri          |                                                        | Barisan Nasional (PAS)     | Mohamad Asri Muda                                                    |
| Kelantan        | P023            | Tanah Merah         |                                                        | Barisan Nasional (UMNO)    | Mohamed Yaacob                                                       |
| Kelantan        | P024            | Machang             |                                                        | Barisan Nasional (UMNO)    | Abdullah Ahmad                                                       |
| Kelantan        | P025            | Pasir Puteh         |                                                        | Barisan Nasional (PAS)     | Wan Sulaiman Ibrahim                                                 |
| Kelantan        | P026            | Kuala Krai          |                                                        | Barisan Nasional (PAS)     | Mohd. Zahari Awang                                                   |
| Kelantan        | P027            | Ulu Kelantan        |                                                        | Barisan Nasional (UMNO)    | Tengku Razaleigh Hamzah                                              |
| Terengganu      | P028            | Besut               |                                                        | Barisan Nasional (UMNO)    | Zakaria Abdul Rahman                                                 |
| Terengganu      | P029            | Ulu Nerus           |                                                        | Barisan Nasional (PAS)     | Lukman Abdul Kadir                                                   |
| Terengganu      | P030            | Ulu Trengganu       |                                                        | Barisan Nasional (UMNO)    | Engku Muhsein Abdul Kadir                                            |
| Terengganu      | P031            | Kuala Nerus         |                                                        | Barisan Nasional (UMNO)    | Engku Muhsein Abdul Kadir                                            |
| Terengganu      | P032            | Kuala Trengganu     |                                                        | Barisan Nasional (PAS)     | Mustafa Ali                                                          |
| Terengganu      | P033            | Dungun              |                                                        | Barisan Nasional (PAS)     | Abdul Wahab Yunus                                                    |
| Terengganu      | P034            | Kemaman             |                                                        | Barisan Nasional (UMNO)    | Wan Abdul Kadir Ismail                                               |
| Terengganu      | P034            | Kemaman             | Abdul Manan Othman (desde el 8 de mayo de 1976)        | Barisan Nasional (UMNO)    |                                                                      |
| Penang          | P035            | Kepala Batas        |                                                        | Barisan Nasional (UMNO)    | Mohamed Sopiee Sheikh Ibrahim                                        |
| Penang          | P036            | Mata Kuching        |                                                        | Barisan Nasional (MCA)     | Ling Liong Sik                                                       |
| Penang          | P037            | Permatang Pauh      |                                                        | Barisan Nasional (UMNO)    | Ariffin Md Daud                                                      |
| Penang          | P038            | Bukit Mertajam      |                                                        | Barisan Nasional (MCA)     | Tan Cheng Bee                                                        |
| Penang          | P039            | Nibong Tebal        |                                                        | Barisan Nasional (Gerakan) | Goh Cheng Teik                                                       |
| Penang          | P040            | Balik Pulau         |                                                        | Barisan Nasional (UMNO)    | Shamsuri Md. Salleh                                                  |
| Penang          | P041            | Bukit Bendera       |                                                        | Barisan Nasional (MCA)     | Albert Mah                                                           |
| Penang          | P042            | Tanjong             |                                                        | Barisan Nasional (Gerakan) | Lim Chong Eu                                                         |
| Penang          | P043            | Jelutong            |                                                        | Barisan Nasional (Gerakan) | Rasiah Rajasingam                                                    |
| Perak           | P044            | Gerik               |                                                        | Barisan Nasional (UMNO)    | Shamsuddin Din                                                       |
| Perak           | P045            | Larut               |                                                        | Barisan Nasional (UMNO)    | Kamaruddin Mohamed Isa                                               |
| Perak           | P046            | Parit Buntar        |                                                        | Barisan Nasional (UMNO)    | Sulaiman Taib                                                        |
| Perak           | P047            | Bagan Serai         |                                                        | Barisan Nasional (UMNO)    | Ramli Omar                                                           |
| Perak           | P048            | Sungei Siput        |                                                        | Barisan Nasional (MIC)     | Samy Vellu                                                           |
| Perak           | P049            | Taiping             |                                                        | Barisan Nasional (Gerakan) | Paul Leong Khee Seong                                                |
| Perak           | P050            | Matang              |                                                        | Barisan Nasional (UMNO)    | Hashim Ghazali                                                       |
| Perak           | P051            | Padang Rengas       |                                                        | Barisan Nasional (UMNO)    | Abdul Aziz Yeop                                                      |
| Perak           | P052            | Kuala Kangsar       |                                                        | Barisan Nasional (UMNO)    | Oon Zariah Abu Bakar                                                 |
| Perak           | P053            | Kinta               |                                                        | DAP                        | Ngan Siong Hin                                                       |
| Perak           | P054            | Ipoh                |                                                        | DAP                        | Lim Cho Hock                                                         |
| Perak           | P055            | Menglembu           |                                                        | DAP                        | Fan Yew Teng                                                         |
| Perak           | P056            | Bruas               |                                                        | Barisan Nasional (PPP)     | Su Liang Yu                                                          |
| Perak           | P057            | Parit               |                                                        | Barisan Nasional (UMNO)    | Mohd. Bakri Abdul Rais                                               |
| Perak           | P058            | Batu Gajah          |                                                        | DAP                        | Chian Heng Kai                                                       |
| Perak           | P059            | Batang Padang       |                                                        | Barisan Nasional (UMNO)    | Azharul Abidin Abdul Rahim                                           |
| Perak           | P060            | Lumut               |                                                        | Barisan Nasional (MCA)     | Richard Ho Ung Hun                                                   |
| Perak           | P061            | Hilir Perak         |                                                        | Barisan Nasional (UMNO)    | Abu Bakar Arshad                                                     |
| Perak           | P062            | Telok Anson         |                                                        | Barisan Nasional (Gerakan) | Au How Cheong                                                        |
| Perak           | P063            | Tanjong Malim       |                                                        | Barisan Nasional (MCA)     | Mak Hon Kam                                                          |
| Perak           | P064            | Bagan Datok         |                                                        | Barisan Nasional (PAS)     | Hassan Adli Arshad                                                   |
| Pahang          | P065            | Lipis               |                                                        | Barisan Nasional (UMNO)    | Ghazali Shafie                                                       |
| Pahang          | P066            | Jerantut            |                                                        | Barisan Nasional (UMNO)    | Shariff Ahmad                                                        |
| Pahang          | P067            | Kuantan             |                                                        | Barisan Nasional (UMNO)    | Mohd Ali M. Shariff                                                  |
| Pahang          | P068            | Raub                |                                                        | Barisan Nasional (UMNO)    | Abdullah Majid                                                       |
| Pahang          | P069            | Maran               |                                                        | Barisan Nasional (UMNO)    | Hishamuddin Yahaya                                                   |
| Pahang          | P070            | Bentong             |                                                        | Barisan Nasional (MCA)     | Chan Siang Sun                                                       |
| Pahang          | P071            | Pekan               |                                                        | Barisan Nasional (UMNO)    | Abdul Razak Hussein (Primer ministro) (hasta el 14 de enero de 1976) |
| Pahang          | P071            | Pekan               | Najib Razak (desde el 21 de febrero de 1976)           | Barisan Nasional (UMNO)    |                                                                      |
| Pahang          | P072            | Temerloh            |                                                        | Barisan Nasional (UMNO)    | Hamzah Abu Samah                                                     |
| Selangor        | P073            | Sabak Bernam        |                                                        | Barisan Nasional (UMNO)    | Mustapha Abdul Jabar                                                 |
| Selangor        | P074            | Tanjong Karang      |                                                        | Barisan Nasional (UMNO)    | Jamil Ishak                                                          |
| Selangor        | P075            | Ulu Selangor        |                                                        | Barisan Nasional (MCA)     | Michael Chen Wing Sum                                                |
| Selangor        | P076            | Kuala Selangor      |                                                        | Barisan Nasional (UMNO)    | Raja Nasron Raja Ishak                                               |
| Selangor        | P077            | Selayang            |                                                        | Barisan Nasional (MCA)     | Walter Loh Poh Khan                                                  |
| Selangor        | P077            | Selayang            | Rosemary Chow Poh Kheng (desde el 14 de junio de 1975) | Barisan Nasional (MCA)     |                                                                      |
| Selangor        | P078            | Ulu Langat          |                                                        | Barisan Nasional (MCA)     | Lee Siok Yew                                                         |
| Selangor        | P079            | Pelabuhan Kelang    |                                                        | Barisan Nasional (MIC)     | V. Manickavasagam                                                    |
| Selangor        | P080            | Shah Alam           |                                                        | Barisan Nasional (MCA)     | Lew Sip Hon                                                          |
| Selangor        | P081            | Petaling            |                                                        | DAP                        | Oh Keng Seng                                                         |
| Selangor        | P082            | Kuala Langat        |                                                        | Barisan Nasional (UMNO)    | Aishah Ghani                                                         |
| Selangor        | P083            | Sepang              |                                                        | Barisan Nasional (UMNO)    | Suhaimi Kamaruddin                                                   |
| Kuala Lumpur    | P084            | Setapak             |                                                        | Barisan Nasional (UMNO)    | Mohd. Idris Ibrahim                                                  |
| Kuala Lumpur    | P085            | Damansara           |                                                        | Barisan Nasional (MIC)     | Subramaniam Sinniah                                                  |
| Kuala Lumpur    | P086            | Kuala Lumpur Bandar |                                                        | DAP                        | Lee Lam Thye                                                         |
| Kuala Lumpur    | P087            | Kepong              |                                                        | PEKEMAS                    | Tan Chee Khoon                                                       |
| Kuala Lumpur    | P088            | Sungei Besi         |                                                        | DAP                        | Farn Seong Than                                                      |
| Negeri Sembilan | P089            | Jelebu              |                                                        | Barisan Nasional (UMNO)    | Rais Yatim                                                           |
| Negeri Sembilan | P090            | Mantin              |                                                        | Barisan Nasional (MCA)     | Lee Boon Peng                                                        |
| Negeri Sembilan | P091            | Seremban            |                                                        | DAP                        | Chen Man Hin                                                         |
| Negeri Sembilan | P092            | Kuala Pilah         |                                                        | Barisan Nasional (UMNO)    | Abdul Samad Idris                                                    |
| Negeri Sembilan | P093            | Telok Kemang        |                                                        | Barisan Nasional (MIC)     | K. Pathmanaban                                                       |
| Negeri Sembilan | P094            | Tampin              |                                                        | Barisan Nasional (UMNO)    | Mokhtar Hashim                                                       |
| Malaca          | P095            | Alor Gajah          |                                                        | Barisan Nasional (UMNO)    | Ghafar Baba                                                          |
| Malaca          | P096            | Jasin               |                                                        | Barisan Nasional (UMNO)    | Ahmad Ithnin                                                         |
| Malaca          | P097            | Batu Berendam       |                                                        | Barisan Nasional (MCA)     | Chong Hon Nyan                                                       |
| Malaca          | P098            | Kota Melaka         |                                                        | DAP                        | Lim Kit Siang                                                        |
| Johor           | P099            | Johore Bahru        |                                                        | Barisan Nasional (UMNO)    | Jaafar Hamzah                                                        |
| Johor           | P100            | Pulai               |                                                        | Barisan Nasional (UMNO)    | Mohamed Rahmat                                                       |
| Johor           | P101            | Tenggaroh           |                                                        | Barisan Nasional (UMNO)    | Abdul Kadir Yusuf                                                    |
| Johor           | P102            | Panti               |                                                        | Barisan Nasional (UMNO)    | Syed Jaafar Albar (desde el 14 de enero de 1977)                     |
| Johor           | P102            | Panti               | Saadun Muhammad Noh (desde el 24 de febrero de 1977)   | Barisan Nasional (UMNO)    |                                                                      |
| Johor           | P103            | Muar                |                                                        | Barisan Nasional (MCA)     | Neo Yee Pan                                                          |
| Johor           | P104            | Pagoh               |                                                        | Barisan Nasional (UMNO)    | Syed Nasir Ismail (Segundo Portavoz)                                 |
| Johor           | P105            | Pontian             |                                                        | Barisan Nasional (UMNO)    | Ali Ahmad (hasta el 4 de diciembre de 1977)                          |
| Johor           | P105            | Pontian             | Ikhwan Nasir (desde el 28 de enero de 1978)            | Barisan Nasional (UMNO)    |                                                                      |
| Johor           | P106            | Batu Pahat          |                                                        | Barisan Nasional (UMNO)    | Abdul Jalal Abu Bakar                                                |
| Johor           | P107            | Renggam             |                                                        | Barisan Nasional (MCA)     | Chin Hon Ngian                                                       |
| Johor           | P108            | Kluang              |                                                        | Barisan Nasional (MCA)     | Loh Fook Yen                                                         |
| Johor           | P109            | Semerah             |                                                        | Barisan Nasional (UMNO)    | Fatimah Abdul Majid                                                  |
| Johor           | P110            | Sri Gading          |                                                        | Barisan Nasional (UMNO)    | Hussein Onn (Primer ministro, desde el 14 de enero de 1976)          |
| Johor           | P111            | Ayer Hitam          |                                                        | Barisan Nasional (MCA)     | Hee Tien Lai                                                         |
| Johor           | P112            | Ledang              |                                                        | Barisan Nasional (UMNO)    | Embong Yahya                                                         |
| Johor           | P113            | Segamat             |                                                        | Barisan Nasional (MCA)     | Lee San Choon                                                        |
| Johor           | P114            | Labis               |                                                        | Barisan Nasional (UMNO)    | Musa Hitam                                                           |
| Sabah           | P115            | Marudu              |                                                        | Barisan Nasional (USNO)    | Mustapha Harun                                                       |
| Sabah           | P116            | Bandau              |                                                        | Barisan Nasional (USNO)    | Madina Unggut                                                        |
| Sabah           | P117            | Kota Belud          |                                                        | Barisan Nasional (USNO)    | Mohamed Said Keruak                                                  |
| Sabah           | P118            | Labuk-Sugut         |                                                        | Barisan Nasional (USNO)    | Ajad Oyung                                                           |
| Sabah           | P119            | Tuaran              |                                                        | Barisan Nasional (USNO)    | Buja Gumbilai                                                        |
| Sabah           | P120            | Kinabalu            |                                                        | Barisan Nasional (USNO)    | Abdul Ghani Gilong                                                   |
| Sabah           | P121            | Gaya                |                                                        | Barisan Nasional (SCA)     | Peter Lo Sui Yin                                                     |
| Sabah           | P122            | Penampang           |                                                        | Barisan Nasional (USNO)    | James Stephen Tibok                                                  |
| Sabah           | P123            | Sandakan            |                                                        | Barisan Nasional (SCA)     | Peter Lim Pui Ho                                                     |
| Sabah           | P124            | Kinabatangan        |                                                        | Barisan Nasional (USNO)    | Pengiran Ahmad Pengiran Indar                                        |
| Sabah           | P125            | Kimanis             |                                                        | Barisan Nasional (USNO)    | Pengiran Tahir Pengiran Petra                                        |
| Sabah           | P125            | Kimanis             |                                                        | Independiente              | Pengiran Aliuddin Pengiran Tahir (desde el 29 de enero de 1977)      |
| Sabah           | P126            | Hilir Padas         |                                                        | Barisan Nasional (USNO)    | Mohammad Taufeck Asneh                                               |
| Sabah           | P127            | Keningau            |                                                        | Barisan Nasional (USNO)    | Stephen Robert Evans (hasta el 1 de junio de 1977)                   |
| Sabah           | P127            | Keningau            |                                                        | Barisan Nasional (BERJAYA) | Harris Salleh (desde el 30 de julio de 1977)                         |
| Sabah           | P128            | Silam               |                                                        | Barisan Nasional (USNO)    | Mohd. Salleh Abdullah                                                |
| Sabah           | P129            | Ulu Padas           |                                                        | Barisan Nasional (USNO)    | Abdul Rashid Jais                                                    |
| Sabah           | P130            | Tawau               |                                                        | Barisan Nasional (SCA)     | Alex Pang Sui Chee                                                   |
| Sarawak         | P131            | Bau-Lundu           |                                                        | SNAP                       | Patrick Uren                                                         |
| Sarawak         | P132            | Bandar Kuching      |                                                        | Barisan Nasional (SUPP)    | Ong Kee Hui                                                          |
| Sarawak         | P133            | Santubong           |                                                        | Barisan Nasional (PBB)     | Sulaiman Daud                                                        |
| Sarawak         | P134            | Samarahan           |                                                        | Barisan Nasional (PBB)     | Abdul Taib Mahmud                                                    |
| Sarawak         | P135            | Padawan             |                                                        | Barisan Nasional (SUPP)    | Stephen Yong Kuet Tze                                                |
| Sarawak         | P136            | Serian              |                                                        | Barisan Nasional (SUPP)    | Richard Damping Laki                                                 |
| Sarawak         | P137            | Simunjan            |                                                        | Barisan Nasional (PBB)     | Hadadak D. Pasauk                                                    |
| Sarawak         | P138            | Batang Lupar        |                                                        | SNAP                       | Edwin Tangkun                                                        |
| Sarawak         | P139            | Lubok Antu          |                                                        | SNAP                       | Jonathan Narwin Jinggong                                             |
| Sarawak         | P140            | Betong              |                                                        | Barisan Nasional (PBB)     | Wairy Leben Kato                                                     |
| Sarawak         | P141            | Saratok             |                                                        | SNAP                       | Edmund Langgu Saga                                                   |
| Sarawak         | P142            | Sarikei             |                                                        | Barisan Nasional (SUPP)    | Chieng Tiong Kai                                                     |
| Sarawak         | P143            | Payang              |                                                        | Barisan Nasional (PBB)     | Abdul Rahman Ya'kub                                                  |
| Sarawak         | P144            | Bandar Sibu         |                                                        | Barisan Nasional (SUPP)    | Wee Ho Soon                                                          |
| Sarawak         | P145            | Rajang              |                                                        | Barisan Nasional (SUPP)    | Jawan Empaling                                                       |
| Sarawak         | P146            | Mukah               |                                                        | Barisan Nasional (PBB)     | Latip Idris                                                          |
| Sarawak         | P147            | Julau               |                                                        | SNAP                       | Thomas Salang Siden                                                  |
| Sarawak         | P148            | Kanowit             |                                                        | SNAP                       | Leo Moggie Irok                                                      |
| Sarawak         | P149            | Kapit               |                                                        | Barisan Nasional (PBB)     | Abit Angkin                                                          |
| Sarawak         | P150            | Ulu Rajang          |                                                        | SNAP                       | Sibat Miyut Tagong                                                   |
| Sarawak         | P151            | Bintulu             |                                                        | SNAP                       | Ting Ling Kiew                                                       |
| Sarawak         | P152            | Miri-Subis          |                                                        | Barisan Nasional (SUPP)    | Yang Siew Siang                                                      |
| Sarawak         | P153            | Baram               |                                                        | SNAP                       | Luhat Wan                                                            |
| Sarawak         | P154            | Limbang-Lawas       |                                                        | Barisan Nasional (PBB)     | Racha Umong                                                          |